# Sarry (Saona i Loara)
Sarry – miejscowość i gmina we Francji, w regionie Burgundia-Franche-Comté, w departamencie Saona i Loara.
Według danych na rok 1990 gminę zamieszkiwały 132 osoby, a gęstość zaludnienia wynosiła 14 osób/km² (wśród 2044 gmin Burgundii Sarry plasuje się na 778. miejscu pod względem liczby ludności, natomiast pod względem powierzchni na miejscu 963.).